# Dobindol
Dobindol  (deutsch Eichenthal) ist eine Siedlung in der slowenischen Gemeinde Dolenjske Toplice im Südosten des Landes. Die Gegend ist Teil der historischen Region Unterkrain und gehört heute zur Region Jugovzhodna Slovenija (Südost-Slowenien).
Nach dem deutschen Namen Eichental zu urteilen, hat sich der Ortsname aus Dobni dol entwickelt, der das Adjektiv von dób enthält (ein gebräuchlicher Name für die Eichenart Dob), das sich in der regulären sprachlichen Entwicklung aus dem slawischen Wort dǫbъ, was Laubbaum, Eiche bedeutet, und dôl, ein kleines Tal, entwickelt hat. In alten Urkunden aus den Jahren 1763–1787 wird der Ort als Dobindo oder Eichental / Aichenthal, Dobindol, Eichendol und Eichendorf erwähnt.
Am Ortsrand steht eine Kapelle mit historisierender Fassade, errichtet um 1919.
In den Karsthöhlen zwischen Dobinol, Verdun und Obersuschitz entspringt der Suschiza-Bach, der bei Untergradische in die Krainer Gurk mündet.